# سندرم اوربن–راجرز–میر
سندرم اوربن-راجرز-میر (انگلیسی: Urban–Rogers–Meyer syndrome) یا سندرم اوربن یک بیماری مادرزادی بسیار نادر است که نخستین بار در سال ۱۹۷۹ میلادی توصیف شد.
این بیماری با ناهنجاری‌های اندام جنسی، کم‌توانی ذهنی، چاقی، کشش و انقباض موضعی انگشتان و پوکی استخوان همراه است و عوارض و علایم دیگری هم با آن دیده می‌شود.